# Sint-Thomas van Canterburykerk (La Motte-au-Bois)
De Sint-Thomas van Canterburykerk (Frans: Église Saint-Thomas de Canterbury) is de parochiekerk van de tot de in het Franse Noorderdepartement gelegen gemeente Moerbeke (Morbecque) behorende plaats De Walle (La Motte-au-Bois).

## Geschiedenis
La Motte-au-Bois, eertijds Ter Walle genaamd, was een verblijf van de graven van Vlaanderen. In 1163 verbleef Thomas Becket hier, op doorreis naar het Concilie van Tours. Deze aartsbisschop van Canterbury werd later heilig verklaard en in 1388 liet Yolande van Dampierre, dochter van de graaf van Vlaanderen, een kapel bouwen waarin de relikwie van Thomas Becket werd vereerd.
Volgens een legende van 1844 zou er in 1733 een slangenplaag hebben geheerst, waarvan men werd verlost door een processie die de relikwie met zich meevoerde.
De huidige kerk is van 1830-1831 en in deze kerk wordt de relikwie bewaard. De voorgevel in barokstijl is afkomstig van het Fort Gassion uit Aire-sur-la-Lys, vernoemd naar een maarschalk van Lodewijk XIV van Frankrijk die Aire in 1645 veroverde. Het Fort is van 1680. Dit werd afgebroken toen de stadsversterking werd gesloopt en in 1928 weer opgebouwd als voorgevel van genoemde kerk.
In de kerk vindt men het koorgestoelte dat afkomstig is uit de kapel van het kasteel, en een communiebank.